# Gai Estaiè
Gai Estaiè (llatí: Gaius Staienus) o Estalè (llatí: Gaius Stalenus, segons que diuen algunes edicions de Ciceró), va ser un jutge romà, uns dels que va actuar en el judici d'Estaci Albi Opiànic el 74 aC. Ciceró diu que Estaiè era l'agent a través del qual altres jutges van ser subornats per Opiànic. Es creu que primer va rebre diners de l'acusat per ser absolt, però que després va votar per la seva condemna quan va rebre una quantitat més gran de l'acusador Cluenci.
Ciceró diu que el seu nom de naixement era Gai Estaiè, d'una família poc important. Però Estaiè deia que havia estat adoptat per un membre de la gens Èlia i va agafar el cognomen de Paetus, preferint Paetus al de Ligur, que també portava la mateixa gens, perquè Ligur hauria fet pensar al públic que provenia de Ligúria. Tenia una oratòria vehement i era popular fins al punt que podia aspirar a diversos honors de l'estat però va ser condemnat per majestas, per induir a un motí a les tropes durant la seva qüestura, i això va posar fi a la seva carrera.